# Sous-préfecture de Santana/Tucuruvi
La sous-préfecture de Santana/Tucuruvi est l'une des 32 sous-préfectures de la municipalité de São Paulo. Elle comprend trois quartiers de la Zone Nord : Santana, Tucuruvi et Mandaqui, qui représentent ensemble une superficie de 34,7 km², et habitée par plus de 324 000 personnes.
Son siège social est situé à Avenida Tucuruvi, 808 dans le quartier homonyme.

## District de Santana
- IDH : 0,925 - très élevé (19e)
- Population : 110 086
- Superficie : 12,6 km²
- Quartiers principaux : Água Fria, Chora Menino, Jardim São Paulo, Santa Teresinha, Santana, Vila Paulicéia et Alto de Santana.

Créé en 1898, c'est le district le plus peuplé de la zone d'administration de la mairie régionale. Desservi par quatre stations de métro, dont deux sont reliées à deux terminus de bus, Santana et Tietê.
Il abrite le Campo de Marte, les archives publiques de l'État de São Paulo, le cimetière de Santana, le parc de la jeunesse, l'Anhembi Parque, le musée du dentiste, des bibliothèques et deux théâtres, étant le district le plus développé de la zone nord. Alto de Santana et Jardim São Paulo sont des régions nobles situées dans son prolongement.
C'est actuellement un centre socio-économique régional, travaillant comme pôle de commerce, de services et de loisirs pour d'autres localités de la zone nord.

## District de Tucuruvi
- IDH : 0,892 - élevé (29e)
- Population : 91 078
- Superficie : 9 km²
- Quartiers principaux : Jardim Barro Branco, Jardim França, Parada Inglesa, Tucuruvi, Vila Gustavo et Vila Mazzei.

Il possède deux stations de métro, il abrite l'Académie de police militaire de Barro Branco, le GRCSES Acadêmicos do Tucuruvi, le siège de la sous-préfecture de Santana/Tucuruvi et Jardim França, un quartier huppé situé sur son prolongement.

## District de Mandaqui
- IDH : 0,885 - élevé (32e)
- Population : 102 898
- Superficie : 13,1 km²
- Quartiers principaux : Lauzane Paulista, Mandaqui, Horto Florestal et Pedra Branca.

C'est la plus grande superficie de la sous-préfecture, une grande partie de son territoire est préservée, car elle se trouve dans la Serra da Cantareira, la plus grande forêt urbaine indigène du monde. C'est un quartier bourgeois, avec de petites poches de pauvreté, avec 427 habitants de bidonvilles.
Lauzane Paulista se distingue, un quartier émergent, valorisé après la création du Santana Parque Shopping en 2007, abritant des développements immobiliers de milieu de gamme. Il abrite le parc d'État Alberto Löfgren, plus connu sous le nom de Horto Florestal de São Paulo et l'avenue Engenheiro Caetano Álvares et ses nombreux bars.